# Marie Amélie Bádenská
Marie Amélie Bádenská (11. října 1817 – 17. října 1888) byla nejmladší dcerou Karla Ludvíka Fridricha Bádenského a Stéphanie de Beauharnais. V roce 1843 se provdala za skotského šlechtice Williama Hamiltona, markýze z Douglas a Clydesdale. Po smrti Williamova otce v roce 1852 se stala vévodkyní z Hamiltonu. Jejich jediná dcera Marie se provdala za budoucího Alberta I. Monackého a stala se matkou Ludvíka II. Monackého.
Princezna Marie byla sestřenicí Napoleona III. a byla dobrou přítelkyní jeho i jeho manželky Evženie z Montijo. Často pár doprovázela při oficiálních událostech.

## Rodina
Marie se narodila v Karlsruhe jako nejmladší dcera Karla Ludvíka Fridricha Bádenského a Stéphanie de Beauharnais, adoptivní dcery Napoleona I. Karlovy dcery se provdaly do různých významných evropských rodů: Mariina starší sestra Luisa se provdala za švédského prince Gustava Gustavssona Vasu a její další sestra Josefína za Karla Antonína Hohenzollernského, sestra Luisa byla matkou saské královny Karoly, Josefína matkou Karla I. Rumunského a portugalské královny Stefanie.

## Manželství
23. února 1843 se Marie Amélie provdala za skotského šlechtice Williama Hamiltona, markýze z Douglas a Clydesdale, jediného syna 10. vévody z Hamiltonu. Pár měl dva syny a jednu dceru: Williama, Charlese a Marii.
Po svatbě se přestěhovala do hrad Brodick na ostrově Arran, který byl na její počest vybaven v bavorském stylu. Později se přestěhovala do paláce Hamilton v Lanarkshire, Skotsku. Její manžel se stal po otcově smrti v roce 1852 vévodou z Hamiltonu. Vévoda žil po svatbě převážně v Baden-Badenu a Paříži.

## Vévodkyně z Hamiltonu
Vévodkyně byla sestřenicí a přítelkyní Napoleona III. Ona i s manželem doprovázela Napoleona při jeho oficiálním vstupu do Paříže v roce 1852 a byla v roce 1860 přítomna jeho návštěvy Badenu, oblíbeného letního útočiště vyšších pařížských tříd. Také císaře doprovázela při oslavách na počest krále Viktora Emanuela II. v roce 1855 a při křtu císařského prince Napoleona v roce 1856. Napoleonova manželka, Evženie z Montijo, byla také označována za Mariinu přítelkyni, a často s ní pobývala při svých návštěvách Badenu a Skotska. Evženie se hněvala, když zjistila, že Marie dala přednost posezení s carskou rodinou. V roce 1860 si vyčerpaná Evženie přála opustit Francii, ale zjistila, že její destinace na kontinentu jsou kvůli politickým starostem omezené; Marie soucítila s její situací a pozvala ji do domu svého manžela ve Skotsku.
V roce 1853 Glasgow Free Press hlásil, že vévodkyně konvertovala ke katolictví. Stéphanie de Beauharnais zemřela o sedm let později. Nizozemská královna Žofie, Stéphiniina přítelkyně, později tvrdila, že Marie Amélie "se k ní chovala špatně". Žofii zvláště rozrušilo, že Marie Amélie neviděla matku na smrtelné posteli, přestože její manžel ji přece navštívil. V roce 1867 popsala Žofie Marii v dopise jako "chladnou, tlustou, nemocnou" a stěžovala si, že její synové byli "neklidní a špatní", zatímco její dcera "měla daleko do pohlednosti".
V roce 1863 se vévoda zhroutil při stolování v Maison dorée, Boulevard des Italiens v Paříži. Poté, co si jeho společnost uvědomila, že je to s ním vážné, byl přenesen do Hôtelu Bristol v Place Vendôme. Marie Amélie přijela, aby mu byla po boku, a když se zdálo, že se zotavil, náhle 15. července 1863 zemřel. Bylo mu 55 let. Jeho majetek byl v době jeho smrti odhadnut na £140,000. Po manželově smrti byla Marie Amélie titulována jako bádenská princezna, vévodkyně vdova z Hamiltonu.
Princezna Marie obsadila Villu Stephanie v Baden-Badenu, kam její dcera každoročně jezdila na návštěvy. V roce 1904 časopis Lady's Realm hlásil, že to bylo "nejlepší místo ke schůzkám kosmopolitní společnosti". Marie Amélie byla také přítelkyní Alberta Eduarda z Walesu. V roce 1867 byla spolu se svými syny spojena s pochybnými společnostmi takového typu, že na Eduarda jeho matka, královna Viktorie naléhala, aby se jí vyhýbal. Marie také platila a přijímala návštěvy členů královské rodiny, včetně vévodkyně z Kentu a královny Viktorie. Marie Amélie zemřela 17. října 1888 v Baden-Badenu.
V roce 1869 se její jediná dcera Marie Viktorie provdala za prince Alberta, syna a dědice Karla III. Monackého. Manželství bylo nešťastné a Marie po porodu syna a dědice, Ludvíka II., opustila Monako i manžela. Manželství bylo v roce 1880 zrušeno. Poté se Marie Viktorie provdala za uherského velmože Tassila Festeticse. Od té doby žila převážně v manželově rodné zemi. Marie je předkem monackého knížete Alberta II.

## Potomci
- 1. William Douglas-Hamilton (12. 3. 1845 Londýn – 16. 5. 1895 Alžír), 12. vévoda Hamilton, 9. vévoda z Brandonu, 2. vévoda z Châtellerault a 8. hrabě ze Selkirku
  - ⚭ 1873 lady Mary Montagu (27. 12. 1854 Kimbolton – 10. 2. 1934)
- 2. Charles Douglas-Hamilton (18. 5. 1847 Londýn – 2. 5. 1886 tamtéž), 7. hrabě ze Selkirku
- 3. Mary Victoria Douglas-Hamiltonová (11. 12. 1850 Hamilton – 14. 5. 1922 Budapešť)
  - ⚭ 1869 Albert I. Monacký (13. 11. 1848 Paříž – 26. 6.1922 tamtéž), kníže monacký od roku 1889 až do své smrti, roku 1880 manželství papežem anulováno
  - ⚭ 1880 hrabě Tassilo Festetics de Tolna (5. 5. 1850 Vídeň – 4. 5. 1933 Keszthely)

## Tituly a oslovení
- 11. října 1817 – 23. února 1843: Její Velkovévodská Výsost princezna Marie Amélie Bádenská
- 23. února 1843 – 18. srpna 1852: Její Velkovévodská Výsost princezna Marie Amélie, markýza z Douglasu a Clydesdale
- 18. srpna 1852 – 8. července 1863: Její Velkovévodská Výsost princezna Marie Amélie, vévodkyně z Hamiltonu a Brandonu
- 8. července 1863 – 17. října 1888: Její Velkovévodská Výsost princezna Marie Amélie, vévodkyně vdova z Hamiltonu a Brandonu